# Шенгелия, Джвебе Петрович
Джвебе Петрович Шенгелия (1910 год, Зугдидский уезд, Кутаисская губерния, Российская империя — неизвестно, Зугдидский район, Грузинская ССР) — звеньевой колхоза имени газеты «Комунисти» Зугдидского района, Грузинская ССР. Герой Социалистического Труда (1948).

## Биография
Родился в 1910 году в крестьянской семье в одном из сельских населённых пунктов Зугдилского уезда (сегодня — Зугдидский муниципалитет). После окончания местной начальной школы трудился в личном сельском хозяйстве. Во время коллективизации вступил в местный колхоз. В послевоенные годы трудился звеньевым полеводческого звена в колхозе имени газеты «Комунисти» Зугдидского района, председателем которого был Ироди Ивлонович Кантария.
В 1947 году звено под его руководством собрало в среднем с каждого гектара по 72,47 центнера кукурузы на участке площадью 3 гектара. Указом Президиума Верховного Совета СССР от 21 февраля 1948 года удостоен звания Героя Социалистического Труда за «получение высоких урожаев кукурузы и пшеницы в 1947 году» с вручением ордена Ленина и золотой медали «Серп и Молот» (№ 818).
Этим же Указом званием Героя Социалистического Труда был награждён труженик колхоза имени газеты «Коммунисти» Зугдидского района звеньевой Индико Аквсентьевич Бидзинашвили.
Проживал в Зугдидском района. С 1970 года — персональный пенсионер союзного значения. Дата его смерти не установлена.